# Cửa khẩu Vĩnh Hội Đông
Cửa khẩu Vĩnh Hội Đông là cửa khẩu quốc gia tại vùng đất xã Vĩnh Hội Đông huyện An Phú tỉnh An Giang, Việt Nam .
Cửa khẩu Vĩnh Hội Đông thông thương với cửa khẩu Kompong Krosang tỉnh Takéo Campuchia .